# Lodrino, Lombardiet
Lodrino är en ort och kommun i provinsen Brescia i regionen Lombardiet i Italien. Kommunen hade 1 673 invånare (2018).